# Lionel Letizi
Lionel Letizi (n. 28 mai 1973, Nice, Franța) este un fost fotbalist francez care a jucat pe postul de portar.
1. ↑  Olympedia